# Streitkräfte Ägyptens
Die Streitkräfte Ägyptens (englisch Egyptian Armed Forces, arabisch القوات المسلحة المصرية) sind die Streitkräfte der Arabischen Republik Ägypten.
Organisiert sind sie mit dem Heer, den Luftstreitkräften, der Luftverteidigung und der Marine in vier Teilstreitkräften. Das Militärbudget beträgt 4,65 Milliarden US-Dollar. Die Gesamtstärke liegt bei ca. 438.500 Mann. Oberbefehlshaber der Streitkräfte Ägyptens ist das Staatsoberhaupt. Verteidigungsminister und Vorsitzender des Obersten Rates der Streitkräfte war bis zum 12. August 2012 Feldmarschall Muhammad Hussein Tantawi Sulayman. Ihm folgte auf Weisung des ägyptischen Präsidenten Mohammed Mursi Abd al-Fattah as-Sisi. Der aktuelle Verteidigungsminister und Stabschef ist Mohammed Zaki. In Ägypten herrscht eine dreijährige Wehrpflicht für Männer ab achtzehn Jahren.
Die Streitkräfte haben große gesellschaftliche, politische und wirtschaftliche Macht in Ägypten.
Ägypten lag 2022 auf Platz 36 von 154 Ländern im Globalen Militarisierungsindex (GMI). Gemäß dem Ranking von Global Firepower besitzt das Land im Jahr 2024 die fünfzehnstärkste militärische Kapazität weltweit und die stärkste in ganz Afrika.

## Geschichte
(Quelle:)

Ab 1250 herrschten die Mamluken, ehemalige Militärsklaven, in Ägypten. 1260 eroberten die Mongolen das Gebiet des heutigen Syriens, konnten aber von den Mamluken unter Qutuz und Baibars in der Schlacht bei ʿAin Dschālūt geschlagen werden. Die  Mamluken festigten ihre Herrschaft in Ägypten und Syrien, begannen mit der Vertreibung der fränkischen Kreuzfahrer (u. a. der Belagerung von Antiochia (1268)) und ließen Nubien unterwerfen. 1517 wurden die ägyptischen Mamluken von den Osmanen unterworfen, beherrschten Ägypten aber weiter bis zur Schlacht bei den Pyramiden 1798.
Unter der Herrschaft Muhammad Ali Paschas wurde die ägyptische Armee Anfang des 19. Jahrhunderts modernisiert. Mit der von Soliman Pascha neu gebildeten Armee wurden die Wahhabiten in Arabien geschlagen (1811–1818) und der Sudan erobert (1820–1823). Während der griechischen Revolution (1821–1829) war der osmanische Sultan gezwungen, die modernen Truppen des gehassten Vasallen Muhammad Ali zu Hilfe zu rufen. 1831 erfolgte die Invasion in Palästina und Syrien.
1882, nach der Anglo-Ägyptischen Krieg, begann die britische Besetzung Ägyptens. Am 20. Dezember 1882 wurde die ägyptische Armee aufgelöst und unter dem Kommando eines britischen Oberbefehlshabers, des Sirdar, neu aufgebaut. Von 1881 bis 1899 war sie in Kämpfe während des Mahdiaufstandes verwickelt.
Im Ersten Weltkrieg war die Palästinafront mit dem Sinai als Grenzgebiet zum osmanischen Palästina bis Oktober 1918 Kampfgebiet.
1928 beschloss das ägyptische Parlament den Aufbau einer Luftwaffe.
Im Zuge des Anglo-Ägyptischen Vertrags wurde eine Militärakademie eingerichtet.

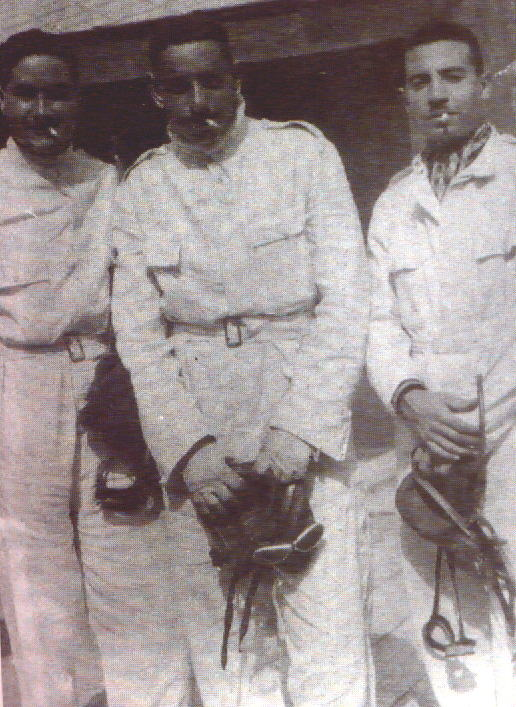
Die ersten drei ägyptischen Militärpiloten, 1931

Beim Neuaufbau der ägyptischen Armee ersetzen die britischen Kolonialherren das vormals türkischsprachige Offizierskorps durch arabischsprachige Mitglieder der unteren Mittelklasse. Einfache Bauern waren wie unter den vormaligen Regimen von der Offizierslaufbahn ausgeschlossen, stellten jedoch den Großteil der Mannschaften. Obwohl die britische Regierung neue Technologien und Doktrinen einführte, wurde die äußere Verteidigung des Landes regulären britischen Truppen überlassen. Das einheimische Militär diente vor allem der Aufrechterhaltung der inneren Sicherheit. Die ägyptische Regierung entließ 1946 alle britischen Offiziere aus ihrem Dienst.
Im Palästinakrieg erhielt Ägypten Militär- und Finanzhilfen aus Saudi-Arabien und anderen arabischen Staaten, und ägyptische Truppen konnten in Israel eindringen. Nach schweren Verlusten wurde mit dem Waffenstillstandsabkommen von 1949 der vorherige Zustand wiederhergestellt. Durch die Verstaatlichung des Sueskanals am 26. Juli 1956 und dem damit einhergehenden Angriff Frankreichs, Großbritanniens und Israels hatte Gamal Abdel Nasser zwar eine militärische Niederlage erlitten, konnte aber dank des Eingreifens der Supermächte einen politischen Sieg davontragen. Der Sechstagekrieg zwischen Israel und seinen arabischen Nachbarstaaten Ägypten, Jordanien und Syrien dauerte vom 5. Juni bis zum 10. Juni 1967. Der Krieg begann am 5. Juni mit einem Angriff der israelischen Luftwaffe auf ägyptische Luftwaffenbasen. Am Ende des Krieges besetzte Israel den Gazastreifen, die Sinai-Halbinsel, die Golanhöhen und das Westjordanland. Im Yom-Kippur-Krieg gelang den ägyptischen Streitkräften ein Anfangserfolg gegen die Israelis, im weiteren Verlauf gelang jedoch der israelischen Armee, von der Führung in Kairo wegen fehlender Aufklärung zunächst unbemerkt, nördlich der Bitterseen die Überquerung des Suez-Kanals. Der anschließende Vorstoß nach Süden schnitt dem Hauptteil der ägyptischen 3. Armee, der sich noch auf dem rechten Ufer und östlich des Suez-Kanals befand, den Rückzugsweg ab, was letztlich zur Einkesselung der 3. Armee führte.
Ägypten wurde 1989 von den USA in die Liste ihrer wichtigsten Verbündeten außerhalb der NATO aufgenommen. Damit bekam das Land bevorzugten Zugang zu ausgewählten Rüstungsprogrammen. Zudem wollte das Militär die vorwiegend sowjetische Ausrüstung ausmustern und durch modernere ersetzen. So wurde Ägypten z. B. zum ersten Exportkunden für den M1; bis 1998 wurden 555 M1A1 ausgeliefert. Die Endmontage erfolgte in Ägypten, wobei 35 % aller Teile in Ägypten gefertigt wurden und der Rest aus den USA geliefert wurde.
Die ägyptischen Streitkräfte nahmen mit der 3. Mechanisierten Division, der 4. Panzerdivision und der 20. Kommandobrigade – insgesamt 40.000 Soldaten und 400 Panzer am Zweiten Golfkrieg teil. Die ägyptischen Streitkräfte sollten zusammen mit saudischen, kuwaitischen, bahrainischen und syrischen Truppen durch einen Vorstoß die Flanken des Hauptangriffes decken. Der als Joint Forces Command North (JFC-N) bezeichnete Verband rückte dabei so langsam vor, dass die US-amerikanische 2. Panzerdivision außerplanmäßig eingesetzt wurde, um die Flankensicherung zu übernehmen. Die ägyptische Armee erlitt während der Operationen Verluste von weniger als hundert Mann.

## Teilstreitkräfte

### Heer

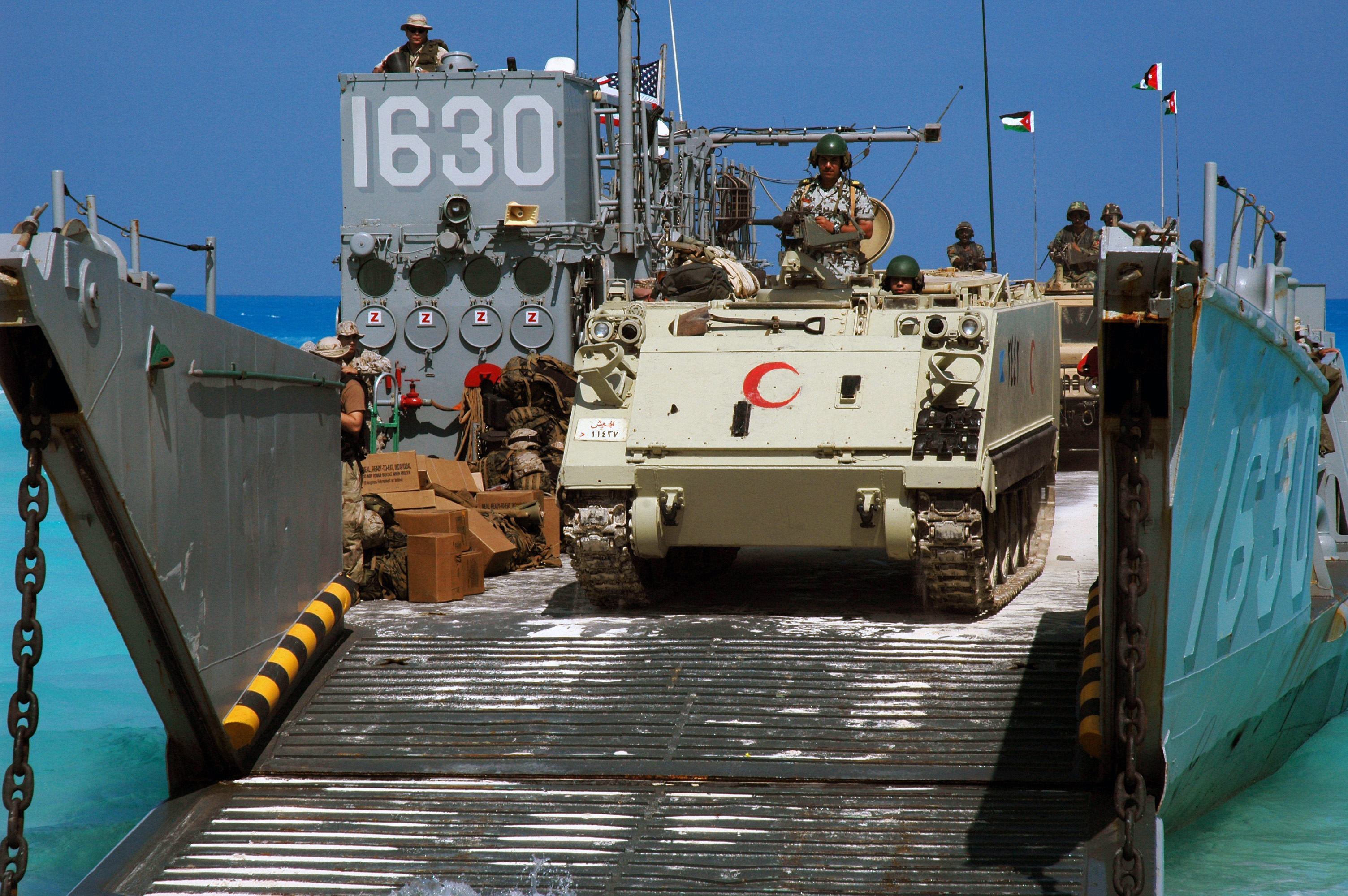
Ägyptischer M113 verlässt ein US-amerikanisches Landungsboot

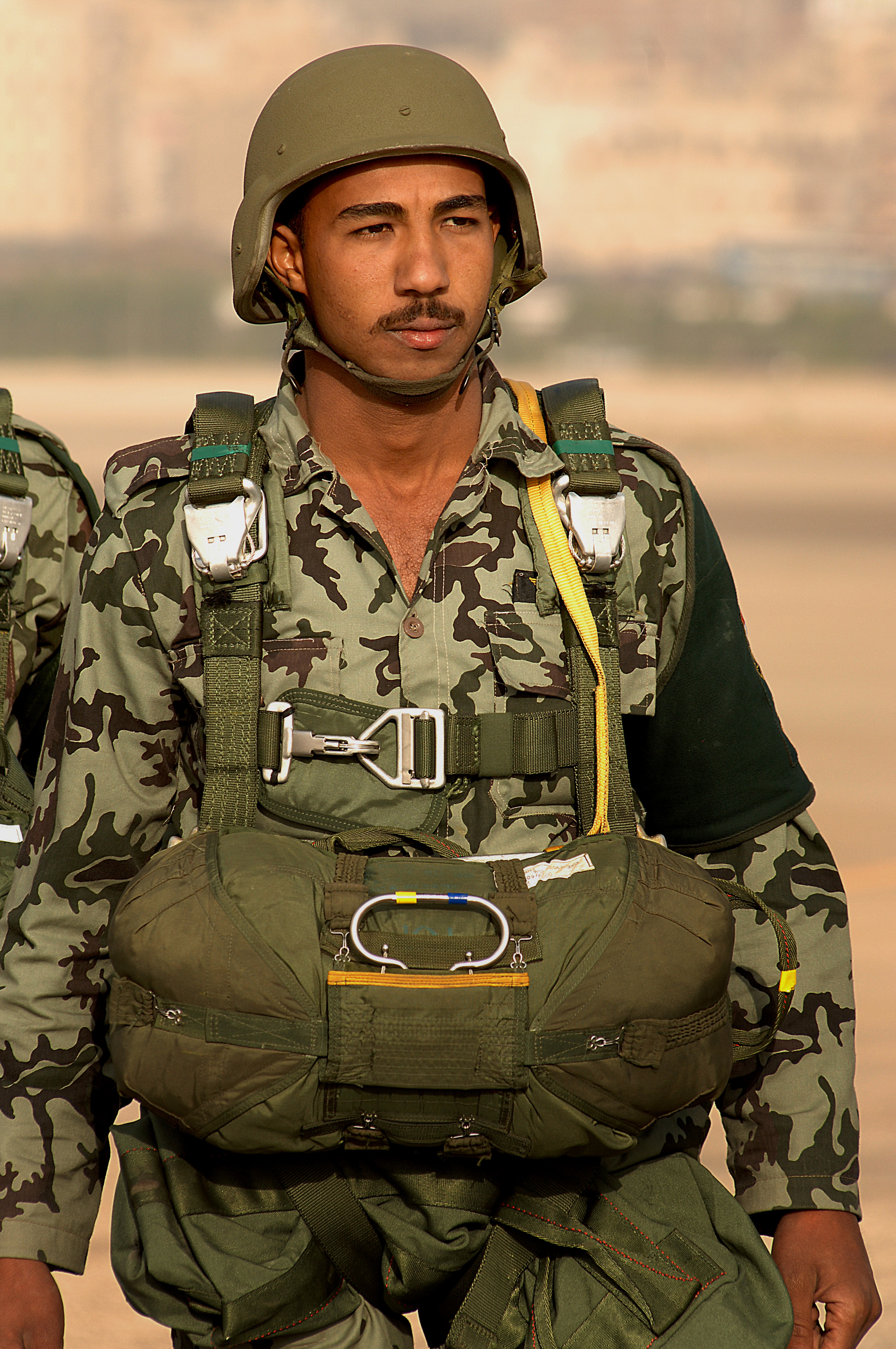
Ägyptischer Fallschirmjäger, 2007

Das Heer ist mit 310.000 Mann die größte Teilstreitkraft. Die Kommandostruktur des Heeres organisiert sich in 2 Armee-Hauptquartiere in Ismailia und Sues, 4 Panzerdivisionen, 8 mechanisierten Infanteriedivisionen, 1 Infanteriedivision, 3 Luftlandebrigaden und 15 Artilleriebrigaden. Das Heer ist ausgerüstet mit 1.130 Panzern vom Typ M1 Abrams, 1.150 Panzern vom Typ M60, 500 T-62 und 840 T-55.

### Luftstreitkräfte

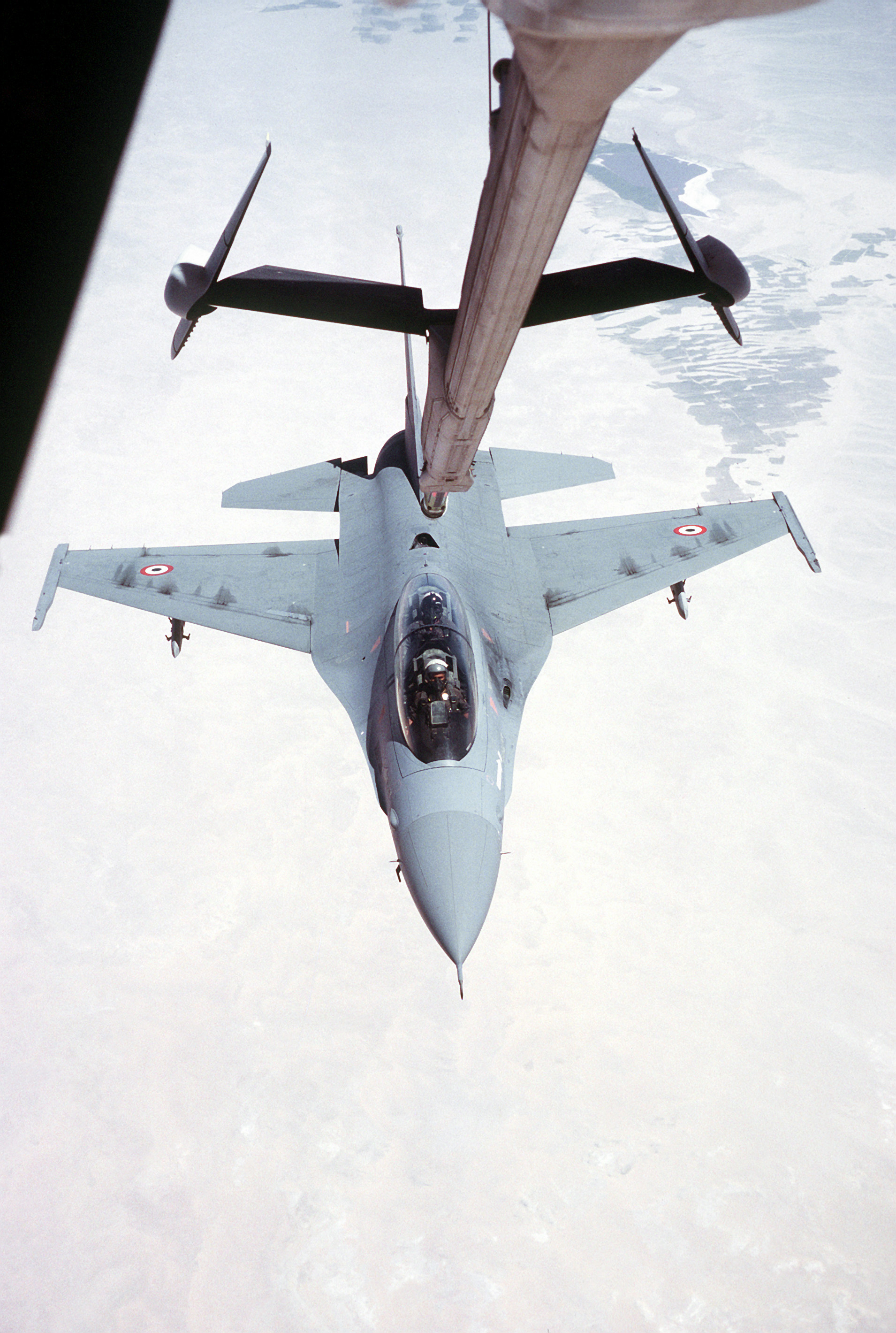
Ägyptische F-16 beim Auftanken

Die ägyptische Luftwaffe verfügt über 30.000 Mann. Rückgrat der Luftstreitkräfte sind deren General Dynamics F-16. Ägypten verfügt über die viertgrößte F-16-Flotte der Welt. Darüber hinaus werden Abfangjäger vom Typ Dassault Mirage 2000 eingesetzt. Ein marginaler Teil der eingesetzten Schulungsflugzeuge wird in Ägypten selber in Lizenz aus Bausätzen montiert.

### Luftverteidigung
Nach sowjetischem Vorbild wurden 1968 die Kräfte der Luftverteidigung unter einem einheitlichen Kommando als eigenständige Teilstreitkraft zusammengeführt. Sie umfassen heute die Radarüberwachung, Flugabwehrraketentruppen, ein streitkräftegemeinsames Führungssystem und Einheiten für die Elektronische Kampfführung.
Ausgerüstet sind die Flugabwehrraketentruppen mit:
- ca. 33× HAWK ()
- ca. 210× S-75M ()
- ca. 160× S-125 Petschora-2M/ M ()
- ca. 18× S-300W4 ()
- 56+ 2K12 Kub ()
- 40+ 9K37 Buk M1-2/ M2E ()
- 20+ 9K331 Tor-M1/ M2E ()
- 24+ Crotale ()
- 50+ Chaparral ()
- 80× RIM-7 Sea Sparrow ()
- 50× M1097 Avenger ()
- Amoun; radargelenktes kombiniertes 23-mm-Flugabwehrkanonen-/Flugabwehrraketen-System kurzer Reichweite (/)
- 230× ZSU-23-4 ()
- 80× GDF-005 ()
- 600× S-60 ()
- 36+ Ain Saqr; schultergestütztes System kurzer Reichweite ()

### Marine
Die Marine ist mit 18.500 Mann die kleinste Teilstreitkraft. Sie hat eine Küstenlinie von mehr als 2000 km zu schützen und ist im Roten Meer und im Mittelmeer stationiert. Der Hauptstützpunkt der Flotte ist Alexandria. Weitere Stützpunkte befinden sich in Hurghada, Safaga und Sues.

## Politischer und wirtschaftlicher Einfluss
Das Militär hat großen politischen Einfluss in Ägypten. Die Streitkräfte stellten seit dem Sturz König Faruks 1953 alle ägyptischen Präsidenten, mit Ausnahme des im Zuge des Arabischen Frühlings 2012 an die Macht gekommenen Mohammed Mursi. Dieser wurde am 3. Juli 2013 von einem weiteren Militär, Generaloberst Abd al-Fattah as-Sisi, nach massiven Protesten in der Bevölkerung abgesetzt.
Auch in der Wirtschaft hat das Militär großen Einfluss. Allerdings ist unklar, wie groß der Anteil der Wirtschaft ist, der durch das Militär kontrolliert wird. Schätzungen reichen von 5 bis 60 Prozent. Details des Verteidigungsbudgets sowie andere Zahlen, die darüber Aufschluss geben könnten, werden unter Verschluss gehalten. Ohne Zweifel steht fest, dass das Militär an jedem wichtigen Wirtschaftssektor beteiligt ist. Laut der Denkfabrik Carnegie Endowment for International Peace konnte das ägyptische Militär seine wirtschaftliche Einflussnahme unter Präsident Abd al-Fattah as-Sisi weitgehend ausbauen. So verabschiedete die Regierung 2018 ein „Vertragsgesetz“, welches das Militär und militärnahe Unternehmen von jeglicher Aufsicht und Prüfung befreit. Konkret sagt es aus, dass die Ausführung von Verträgen ohne ein öffentliches Ausschreibungsverfahren zur Gewährleistung der „nationalen Sicherheit“ beiträgt.
Nach Angaben des Militärsprechers, Oberst Tamer Al-Rifai, beaufsichtigt das Militär landesweit 2300 Projekte mit 5 Millionen zivilen Beschäftigten, angefangen bei der Lebensmittelindustrie über die Produktion von Möbeln, Fernsehern, Waschmaschinen bis hin zur Erdölförderung und zu Infrastrukturprojekten. Die Armee verfügt zudem über eigene Tankstellen, Supermärkte, Goldminen, Schlachthäuser, Zementfabriken, Krankenhäuser, Touristenresorts am Roten Meer und spielt eine führende Rolle in der Landwirtschaft.
In ihrem Artikel zum Verhältnis der Streitkräfte und zivilen Eliten in Nahost weist die Politikwissenschaftlerin Hager Ali vom German Institute for Global and Area Studies (GIGA) auf ein „zivil-militärisches Dilemma“ hin. Sie analysiert dabei militärische Umstürze in Ägypten sowie zahlreichen anderen Ländern in Nordafrika und dem Nahen Osten und kommt zu folgender Feststellung: „Jede Armee, die stark genug ist, gegen einen anderen Staat zu kämpfen, kann auch potenziell dem eigenen Staat gefährlich werden.“ Auch wenn für eine wirkliche Demokratisierung nicht allein Wahlen Voraussetzung sind, sondern ein Militärapparat, der einer zivilen Regierung untergeordnet ist, haben jedoch die meisten Menschen in der Region mehr Vertrauen in das Militär als in die jeweiligen Regierungen.

„In sämtlichen Umfragen, etwa des »World Value Survey«, des »Arab Opinion Index« oder des »Arab Barometer« haben Bürger in ganz Nahost am wenigsten Vertrauen in politische Parteien und das Parlament, während das Vertrauen in das Militär über Jahre besonders hoch ist. Das ist wenig verwunderlich, wenn das Militär in vielen Ländern als zuverlässiger Arbeitgeber fungiert und auch bei Infrastrukturprojekten zum Einsatz kommt.“